# الدوري الإيطالي الدرجة الثانية 1934–35
الدوري الإيطالي الدرجة الثانية 1934–35 (بالإيطالية: Serie B 1934-1935)‏ هو موسم من الدوري الإيطالي الدرجة الثانية. أقيم خلال الفترة 30 سبتمبر 1934 وحتى 2 يونيو 1935، وكان عدد الأندية المشاركة فيه 32، وفاز فيه نادي جنوى.